# Andrewsarchus
Andrewsarchus mongoliensis (от Андрюс гръцки ἀρχός, „господар“) е бозайник, живял през епохата еоцен, приблизително между 45 и 36 милиона години. Той е имал дълга муцуна с големи резци и плоски кътни зъби, които е използвал за да раздробява кости. От Андрюзархус е открит единствено един череп, поради това не е известно дали той е бил активен хищник или просто голям мършояд, спорно е и в коя точно епоха е живял.
Андрюзархус носи името на известния пътешественик и търсач на вкаменелости Рой Чапман Андрюс. Черепът от Андрюзархус е бил открит през юни 1923 г. от Кан Чуен Пао, член на експедиция, на място в пустинята Гоби в Монголия, известно като Ердени-Мандал. Експедицията била водена от Андрюс и спонсорирана от Американския музей по естествена история. Американският музей по естествена история е мястото, където горната част от черепа се съхранява, долната челюст не е намерена. Андрюзархус е причислен към разред Mesonychia поради сходството в структурата на зъбите и черепа му с тези на други видове от този разред. Това обаче се основава само на оригиналната публикация на Осбърн. По-нови изследвания са установили, че андрюзархусът няма характерни черти на мезонихия, а по-скоро има сходства с представители на различни групи чифтокопитни.